# Сим Гвон Хо
Сим Гвон Хо (кор. 심권호?, 沈權虎?; родился 10 октября 1972); Соннам, Республика Корея — корейский борец греко-римского стиля, двукратный чемпион Олимпийских игр, двукратный чемпион мира, трёхкратный чемпион Азии, двукратный чемпион Азиатских игр

## Биография
Начал заниматься борьбой в возрасте 13 лет. В 1990 году, когда он обучался в Высшей школе физической культуры в Сеуле, он впервые был зачислен в состав сборной страны. Мог попасть на олимпийские игры 1992 года, и несмотря на победу над основным конкурентом, руководство федерации всё-так предпочло конкурента.
В 1992 году выступил на чемпионате Азии и завоевал там бронзовую медаль, в 1993 году — серебряную, а также стал обладателем Кубка мира. В 1994 году стал чемпионом Азиатских игр. В 1995 году стал чемпионом мира и чемпионом Азии. В 1996 году подтвердил звание сильнейшего в Азии.
На Летних Олимпийских играх 1996 года в Атланте боролся в категории до 48 килограммов (первый наилегчайший вес). После первого круга, борцы делились на две таблицы: победителей и побеждённых. Победители продолжали бороться между собой, а побеждённые участвовали в утешительных схватках. После двух поражений в предварительных и классификационных (утешительных) раундах, борец выбывал из турнира. В ходе турнира, таким образом, из таблицы побеждённых убывали дважды проигравшие, но она же и пополнялась проигрывающими из таблицы победителей. В конечном итоге, определялись восемь лучших борцов. Не проигравшие ни разу встречались в схватке за 1-2 место, выбывшие в полуфинале встречались с победителями утешительных схваток и победители этих встреч боролись за 3-4 места и так далее. В категории боролись 19 спортсменов. Сим Квон Хо победил во всех встречах и стал чемпионом олимпийских игр.
| Круг          | Соперник                    | Страна   | Результат | Основание                                 | Время схватки |
| ------------- | --------------------------- | -------- | --------- | ----------------------------------------- | ------------- |
| 1             | -                           | -        | -         | -                                         | -             |
| 2             | Зафар Гулиев                | Россия   | Победа    | 2-1 (2 балла)                             | 8:00          |
| Четвертьфинал | Вартан Иоаннис Ангакаджанян | Греция   | Победа    | 4-1 (4 балла)                             | 5:00          |
| Полуфинал     | Гела Папашвили              | Грузия   | Победа    | 11-0 (за явным преимуществом) (11 баллов) | 5:00          |
| Финал         | Александр Павлов            | Беларусь | Победа    | 4-0                                       | 6:10          |

В 1996 году также завоевал Кубок мира, а в следующем году остался вторым на розыгрыше Кубка мира. В связи с уменьшением количества весовых категорий, перешёл из первого наилегчайшего веса сразу в легчайший. В 1998 году вновь завоевал звание чемпиона мира, и вновь стал чемпионом Азиатских игр. В 1999 году победил на чемпионате Азии.
На Летних Олимпийских играх 2000 года в Сиднее боролся в категории до 54 килограммов (легчайший вес). Участники турнира, числом в 20 человек, были разделены на шесть групп, в каждой из которых борьба велась по круговой системе. Победители в группах выходили в четвертьфинал, где боролись по системе с выбыванием после поражения. Проигравшие занимали места соответственно полученным в схватках квалификационным и техническим баллам. Сим Квон Хо победил в своей группе, и далее, выиграв все встречи, стал двукратным чемпионом олимпийских игр.
| Круг              | Соперник            | Страна                                       | Результат | Основание                                             | Время схватки |
| ----------------- | ------------------- | -------------------------------------------- | --------- | ----------------------------------------------------- | ------------- |
| 1 круг в группе 2 | Дариуш Яблонский    | Польша                                       | Победа    | 10-0 (за явным преимуществом) (10 технических баллов) | 3:06          |
| 2 круг в группе 2 | Рахимжан Асембеков  | Казахстан                                    | Победа    | 2-2 (по предпочтению судей) (2 технических балла)     | 9:00          |
| Четвертьфинал     | Альфред Тер-Мкртчян | Германия                                     | Победа    | 6-4 (6 технических баллов)                            | 6:00          |
| Полуфинал         | Кан Ён Хён          | Корейская Народно-Демократическая Республика | Победа    | 10-0 (за явным преимуществом) (10 баллов)             | 2:37          |
| Финал             | Ласаро Ривас        | Куба                                         | Победа    | 8-0                                                   | 6:00          |

После олимпийских игр оставил карьеру. В настоящее время является спортивным комментатором на канале SBS Sport и помощником тренера в команде KOMSCO. Директор ассоциации спортивной борьбы.

## Государственные награды
- Орден «За спортивные заслуги» 1 класса Республики Корея — орден Синего дракона (25 октября 2001)
- Орден «За спортивные заслуги» 5 класса Республики Корея — орден Кирина (21 апреля 1994)